# Lucie Bílá (album, 1986)
Lucie Bílá je první studiové album Lucie Bílé nahrané v Čs. rozhlasu a Čs. televizi. Album vyšlo roku 1986.

## Seznam skladeb
Strana A:
1. Horší než kluk (Petr Hannig/Miroslav Černý) 3:23
2. Mně se stýská (Petr Hannig/Jaroslav Machek) 2:44
3. To mi věř (Petr Hannig/Miroslav Černý) 4:12
4. Život za kapesný (Pavel Vaculík/Jaroslav Šprongl 3:07
5. Možná jsem náměsíčná (Václav Zahradník/Miroslav Černý) 3:30
6. Večerník (Petr Hannig/Pavel Cmíral) 2:10
7. Slova (Petr Hannig/Václav Hons) 3:25

Strana B:
1. Tím to holky vyhrajem (Petr Hannig/Jaroslav Šprongl) 3:08
2. Neobjevená (Petr Hannig/Václav Hons) 3:02
3. Kmitáme jak na drátku (Petr Hannig/Jaroslav Šprongl) 3:07
4. V horách (Petr Hannig/Václav Hons) 4:00
5. Máš mě přečtenou (Pavel Vaculík/Šárka Schmidtová) 2:30
6. Po tenkých křídlech motýla (Václav Zahradník/Eduard Krečmar) 2:42
7. Neposlušné tenisky (Petr Hannig/Václav Hons) 3:20